# Большое Новосурино
Большое Новосурино — деревня в Можайском районе Московской области, в составе городского поселения Можайск. Численность постоянного населения по Всероссийской переписи 2010 года — 127 человек. До 2006 года Большое Новосурино входило в состав Ямского сельского округа.
Деревня расположена в центральной части района, у истоков реки Мжут (левый приток Протвы), примерно в 1,5 км к югу от Можайска. Ближайший населённый пункт — примыкающий с юга Красный Балтиец. 
История
В 1839-1847 гг. входила в состав Аксентьевской волости. В 1847-1868 гг. входила в состав Новосуринской волости, являясь её центром. В 1868-1929 гг. входила в состав Кукаринской волости.